# George Marshall
Thống tướng Lục quân George Catlett Marshall, Jr. (31 tháng 12 năm 1880 – 16 tháng 10 năm 1959) là một chính khách và nhà lãnh đạo quân đội Hoa Kỳ. Từng làm Bộ trưởng Quốc phòng, bộ trưởng ngoại giao. Ông được coi là quân nhân số một của Quân đội Hoa Kỳ trong Chiến tranh thế giới thứ hai, nổi tiếng là "người tổ chức chiến thắng", cùng với Winston Churchill làm nên thắng lợi của Đồng Minh trong chiến tranh. Marshall là Tham mưu trưởng Lục quân Hoa Kỳ và là một cố vấn quân sự cấp cao cho Tổng thống Franklin D. Roosevelt. Khi là bộ trưởng ông đưa tên của mình vào Kế hoạch Marshall, với kế hoạch đó ông được nhận Giải Nobel Hòa bình vào năm 1953.